# Мюлау (Саксония)
Мюлау (нем. Mühlau) — община в Германии, в земле Саксония. Подчиняется административному округу Хемниц. Входит в состав района Митвайда. Подчиняется управлению Бургштедт. Население составляет 2240 человек (на 31 декабря 2010 года). Занимает площадь 8,09 км². Официальный код района 14 1 82 300.
Через общину протекает ручей Мюлаубах.

## Население
| Год  | Численность | Численность |
| ---- | ----------- | ----------- |
| 2017 | 2142        | [ 1 ]       |
| 2019 | 2130        | [ 3 ]       |
| 2021 | 2101        | [ 4 ]       |
| 2022 | 2119        | [ 5 ]       |
| 2023 | 2135        | [ 2 ]       |